# Athyreus bicornus
Athyreus bicornus es una especie de coleóptero de la familia Geotrupidae.

## Distribución geográfica
Habita en Perú.